# Lucky McKee
Edward Lucky McKee (ur. 1 listopada 1975 w Jenny Lind w stanie Kalifornia) – amerykański reżyser, scenarzysta, producent oraz aktor filmowy, znany szczególnie jako twórca horroru May (2002), dziś uznawanego za film kultowy. Wyreżyserował także Chorą dziewczynę – dziesiąty odcinek pierwszego sezonu serialu grozy Mistrzowie horroru (Masters of Horror), oraz thriller Mroki lasu (The Woods, 2006).
Reżyseria May przyniosła mu liczne wyróżnienia, m.in. podczas Gérardmer Film Festival, Málaga International Week of Fantastic Cinema oraz Sitges – Catalonian International Film Festival.

## Filmografia
- All Cheerleaders Die (2001)
- May (2002)
- Mistrzowie horroru – odc. Chora dziewczyna (2006)
- Mroki lasu (2006)
- Red (2008)
- Blue Like You (2008; film krótkometrażowy)
- The Woman (2011)
- All Cheerleaders Die (2013)
- Tales of Halloween – segment Ding Dong (2015)